# Committee for Skeptical Inquiry
Il Committee for Skeptical Inquiry (CSI), conosciuto in passato sotto il nome di Committee for the Scientific Investigation of Claims of the Paranormal (Comitato per l'Indagine Scientifica delle Affermazioni sul Paranormale), è un'organizzazione non-profit statunitense il cui scopo dichiarato è quello di "incoraggiare l'indagine critica delle domande sul paranormale e sulla scienza di confine rivendicando un punto di vista scientifico ed obiettivo, diffondere informazioni concrete circa i risultati di tali inchieste della comunità scientifica verso il pubblico".
CSI fu fondata nel 1976 dal filosofo Paul Kurtz per contrastare ciò che egli considerava come un'accettazione acritica delle affermazioni sul paranormale sia da parte dei media che della società in generale. La sua posizione filosofica corrisponde allo scetticismo scientifico. Tra i soci del CSI, hanno fatto, e fanno parte molti importanti scienziati, premi Nobel, filosofi, educatori, autori, e celebrità.

## La nascita del CSI
Nei primi anni settanta, ci fu un significativo aumento di interesse verso il paranormale negli Stati Uniti. Ciò fu interpretato come parte di una marea crescente di irrazionalismo. Fu in questo contesto che CSICOP, come si faceva chiamare all'epoca, fu citato ufficialmente dalla filosofia del professor Paul Kurtz in una conferenza appositamente convocata della American Humanist Association (AHA) presso il campus della State University of New York at Buffalo il 30 aprile e 1º maggio 1976. Nel 1975, il professor Kurtz aveva già avviato una dichiarazione, "Obiezioni all'Astrologia," che venne approvata da 186 scienziati e pubblicata nel bollettino della AHA's newsletter The Humanist, di cui Kurtz era anche l'editore. Inoltre, secondo Kurtz, la dichiarazione fu inviata a tutti i giornali negli Stati Uniti e nel Canada.
La reazione positiva incoraggiò il professor Kurtz ad invitare "tanti ricercatori scettici quanti [egli] ne riuscì a trovare" alla conferenza del 1976 con l'obiettivo di definire una nuova organizzazione dedicata ad indagare in modo critico la vasta gamma di argomenti ed indicazioni sul paranormale. Tra gli invitati ci furono Martin Gardner, Ray Hyman, James Randi, e Marcello Truzzi, tutti i soci di Resources for the Scientific Evaluation of the Paranormal (Risorse per la Valutazione Scientifica del Paranormale) (RSEP) ed un gruppo alle prime armi con obiettivi analoghi a quelli che il CSI avrebbe adottato successivamente. Kurtz riuscì nel suo intento: l'RSEP fu sciolto ed i suoi membri, tra i quali personalità come Carl Sagan, Isaac Asimov, e Philip J. Klass si unirono a Kurtz per formare il CSICOP. L'organizzazione sarebbe stata finanziata con le donazioni e la vendita della loro rivista, Skeptical Inquirer.

### Modifica del nome
Quando l'organizzazione venne costituita nel 1976, il nome originale proposto fu "Comitato per l'indagine scientifica delle Affermazioni sul Paranormale e altri Fenomeni"; in seguito ridotto a "Comitato per l'Indagine Scientifica delle Affermazioni sul Paranormale". L'iniziale acronimo, "CSICP" era difficile da pronunciare e così fu cambiato in "CSICOP." Secondo James Alcock, per la scelta del nome non fu mai proposto "Psi Cop", un soprannome che è stato ripreso e utilizzato frequentemente dai detrattori del gruppo.
Il 30 novembre 2006, l'organizzazione ha ulteriormente accorciato il suo nome nella versione "Committee for Skeptical Inquiry" ( "CSI"), Comitato per l'Inchiesta Scettica. I motivi del cambiamento consistevano nel desiderio di creare un nome che fosse più breve e più orecchiabile per i media, oltre che per rimuovere il termine "paranormale" dalla sigla precedente, dal nome, ed anche per riflettere con maggiore precisione l'effettiva portata della organizzazione con il suo ventaglio più ampio di pensiero critico, scientifico e razionale.

## Posizione sulla pseudoscienza
Il CSI ritiene essere pseudoscienza lo "Yogi volante, il tocco terapeutico, la taumaturgia, l'astrologia, il camminare su carboni ardenti, il voodoo, il pensiero magico, Uri Geller, la medicina alternativa, il channeling, le hotline e gli investigatori psichici, le esperienze di pre-morte, gli UFO, il Triangolo delle Bermude, l'omeopatia, la guarigione miracolosa e la reincarnazione". La sua posizione riguardo alle pseudoscienze è stata citata favorevolmente dalla National Science Foundation.

## Attività
In accordo con lo statuto del CSI, al fine di realizzare gli obiettivi principali del Comitato:
1. gestisce una rete di persone interessate ad esaminare in modo critico le affermazioni sul paranormale, sulla cosiddetta "scienza di confine", promuove attività volte a tutelare e informare i consumatori;
2. prepara bibliografie dei materiali pubblicati;
3. promuove ricerche svolte da studiosi competenti e obiettivi in diversi ambiti;
4. organizza conferenze ed incontri;
5. pubblica articoli che esaminano le affermazioni sul paranormale;
6. non rifiuta una teoria a priori per considerazioni precedenti all'inchiesta; la teoria viene esaminata con obiettività ed attenzione.

CSI conduce e pubblica indagini riguardo a presunti avvistamenti di Bigfoot, UFO, su parapsicologia, astrologia, medicine alternative, sette religiose, e su affermazioni paranormali o pseudoscientifiche.
CSI ha anche sostenuto delle iniziative locali di base come ad esempio delle conferenze organizzati dalla comunità come SkeptiCamp.

### Giudizio dei media
Molte delle attività di CSI sono orientate verso i media. Come direttore di CSI, l'ex presidente Lee Nisbet ha scritto per il 25º anniversario diSkeptical Inquirer, rivista dell'organizzazione:
Questo coinvolgimento con i mass-media continua anche oggi con delle iniziativi quali, ad esempio, il finanziamento del Council for Media Integrity (Consiglio per l'integrità dei Media) da CSI nel 1996, la co-produzione di una serie di documentari televisivi, Critical Eye (Occhio Critico) condotto da William B. Davis (l'attore che ha interpretato Smoking Man in X-Files). I soci di CSI sono presenti nei media, offrendo la loro prospettiva su numerose tematiche legate al paranormale, e nel 1999 Joe Nickell è stato incaricato dalla BBC come consulente speciale per diversi documentari. In qualità di cane da guardi dei media, CSI ha mobilitato migliaia di scienziati, accademici e comunicatori responsabili” per criticare quello che esso ritiene essere “gli eccessi più sfacciati dei media.” Sebbene le critiche si concentrano sulla programmazione TV oppure articoli di giornali riguardante i fatti, che appoggiano il paranormale, CSI ha anche criticato programmi come X-Files e Buffy the Vampire Slayer, che secondo i suoi soci, mettono gli scettici e gli scienziati in cattiva luce e contribuiscono a promuovere la credenza nel paranormale. Attualmente il sito web di CSI elenca l'indirizzo email di più di 90 organizzazioni media americane ed incoraggia i visitatori di “influenzare direttamente” i media contattando, “le reti, le serie TV e gli editori responsabili per il modo in cui essi ritraggono il mondo.”

### Seguendo le tendenze di credenze pseudoscientifiche e paranormali
CSI si focalizza sugli argomenti pseudoscientifici e paranormali con il modificarsi della popolarità di questi fenomeni nel tempo. Per esempio, i promotori del disegno intelligente hanno incrementato i loro sforzi per avere le loro credenze incluse nel curriculum scolastico in recenti anni, CSI ha aumentato la loro attenzione alla materia, creando il sito web “Intelligent Design Watch (Attenzione al Disegno Intelligente)” e pubblicando numerosi articoli sull'evoluzione e il disegno intelligente in Skeptical Inquirer e su internet.

### Salute e sicurezza
Le affermazioni paranormali oppure pseudoscientifiche che possono mettere in pericolo la salute e la sicurezza delle persone, come ad esempio, l'uso di medicine alternative al posto della medicina basata sulla scienza sono di particolare interesse per CSI.
Indagini svolte da CSI e da altri, incluso le associazioni di consumatori, le forze dell'ordine e le agenzie di regolamentazione governative hanno dimostrato che la vendita di medicine alternative, attrezzatura e mezzi paranormali o prodotti pseudoscientifici possono essere molto redditizio. CSI sostiene che questa redditività ha permesso a svariati gruppi che sostengono il paranormale, un gran numero di risorse per la pubblicità, le attività di lobby e altre forme di patrocinio, a scapito della salute e della sicurezza pubblica. Altre associazioni interessate all'assistenza sanitaria sono Quackwatch e il Consiglio Nazionale Contro le Frodi della Salute (National Council Against Health Fraud).

### Umorismo
Secondo Martin Gardner, membro CSI, una massima che l'associazione deve sempre mettere in atto è “una risata da cavallo vale mille sillogismi” di HL Mencken. Lo Skeptical Inquierer ha incluso articoli che riferivano il tasso di successo riferito agli anni precedenti delle “previsioni psichiche” contenute nei tabloid e la copertura dei premi “Bent Spoon” (Cucchiaio Piegato) conferiti dagli Scettici Australiani (I vincitori sono informati telepaticamente e devono ritirare il premio in modo paranormale).

## Independent Investigation Group
L'Independent Investigations Group(IIG) (Gruppo Investigativo Indipendente) è un'associazione di volontari fondata da James Underdown nel gennaio 2000 al Center for Inquiry-West (Centro per l'Inchiesta) (ora Center for Inquiry-Los Angeles) a Hollywood, California. L'IIG indaga sulla scienza di confine, sulle affermazioni paranormali e straordinarie da un punto di vista razionale e scientifico e diffonde informazioni concrete su queste indagini al pubblico.
L'IIG offre un premio di $50 000 a chiunque dimostra, sotto adeguate condizioni di osservazione, la prova di qualsiasi potere o evento paranormale, sovrannaturale oppure occulto. L'IIG è coinvolto nella progettazione del protocollo di test, approvazione delle condizioni sotto i quali il test verrà svolto e nella somministrazione del test. Tutti i test sono progettati con la partecipazione e approvazione del candidato. Nella maggior parte dei casi, al candidato viene chiesto di eseguire una semplice dimostrazione preliminare della capacità posseduta, che se superata verrà seguita dal test vero e proprio. Gli associati IIG generalmente conducono sia i test che le dimostrazioni preliminari presso la propria sede in Hollywood.
Nel 2011 l'IIG ha annunciato un programma di affiliazione, permettendo ad altri gruppi di scettici di formare dei gruppi in tutto il mondo che hanno accesso ai $50 000 e la capacità di eseguire i test. Hanno degli affiliati in Washington DC (IIG DC), Atlanta, GA (IIG Atlanta), Denver, CO (IIG Denver), San Francisco Bay Area (IIG SFBA) e Alberta, Canada (IIG Alberta).

## Umanesimo
È membro dell'organizzazione dell'Unione Internazionale Etico-Umanistica ed approva la Dichiarazione di Amsterdam sui principi del moderno umanesimo secolare.

## Premi ai soci
CSI conferisce il premio annuale del pensiero critico Robert P. Balles. Andrew Skolnick, i soci CSI Ray Hyman e Joe Nickell hanno condiviso il primo premio per i loro reportage sui test eseguiti da CSICOP di Natasha Demka, una ragazza che affermava di avere degli occhi a raggi X nel 2005.

## Pubblicazioni
Il CSI pubblica la rivista Skeptical Inquirer, sottotitolata The magazine for science and reason, contenente articoli su scetticismo, pseudoscienze e paranormale, così come le relazioni sugli esperimenti condotti per verificare presunti fenomeni paranormali. Tale rivista fu fondata da Marcello Truzzi, con il nome di The Zetetic e ribattezzata dopo pochi mesi sotto la direzione di Kendrick Frazier, ex redattore di Scienza News.

## Standard di verificabilità scientifica
Un assioma spesso ripetuto tra i membri del CSI è la famosa frase di Carl Sagan: "affermazioni straordinarie richiedono prove straordinarie" (questa frase è identica a quella pronunciata precedentemente da Marcello Truzzi). I membri del CSI sostengono che nessuna delle affermazioni paranormali abbia superato le più severe norme di controllo scientifico.

## Organizzazione Ombrello
L'organizzazione no-profit transnazionale Center for Inquiry che raccoglie CSI, Council for Secular Humanism e altre associazioni come Center For Inquiry – On Campus national youth group e Commission for Scientific Medicine and Mental Health (Centro d'Inchiesta- Città universitaria gruppo giovanile nazionale e la Commissione per la Medicina Scientifica e la Salute Mentale). Queste associazioni condividono la sede centrale e una parte del personale, ognuna di esse ha una sua lista di soci con i loro mandati distinti. CSI affronta questioni di natura religiosa solo se delle asserzioni scientifiche dimostrabili sono state fatte (ad esempio: statue che piangono oppure guarigioni miracolose). Il Council for Secular Humanism incoraggia l'umanesimo e il secolarismo.

## Lista parziale dei soci (passati e presenti)
La copertina interna di ciascun numero dello Skeptical Inquirer elenca i soci più importanti dello CSI (* socio è un membro del Consiglio Direttivo)
| - George O. Abell - James Alcock - Marcia Angell - Isaac Asimov - Kimball Atwood IV - Robert A. Baker - Stephen Barrett - Irving Biederman - Susan Blackmore - Bart Bok - Mark Boslough - Henri Brach - Jan Harold Brunvand - Mario Bunge - Robert Todd Carroll - Sean B. Carroll - Milbourne Christopher - Frederick Crews - John R. Cole - K.C. Cole - Francis Crick - Richard Dawkins - L. Sprague de Camp - Geffrey Dean - Cornelis de Jager - Daniel Dennett - Ann Druyan - Paul Edwards - Sanal Edamaruku - Kenneth Feder | - Barbara Forrest - Antony Flew - Andrew Fraknoi - Kendrick Frazier - Christopher C. French - Yves Galifret - Martin Gardner - Piero Angela - Luigi Garlaschelli - Maryanne Garry - Murray Gell-Mann - Thomas Gilovich - David Gorski - Stephen Jay Gould - Wendy M. Grossman - Susan Haack - Harriet A. Hall* - C. E. M. Hansel - David Helfand - Terence Hines - Douglas Hofstadter - Gerald Holton - Ray Hyman - Leon Jaroff - Stuart D. Jordan - Barry Karr - Sergei Kapitsa - Philip J. Klass - Lawrence M. Krauss - Harry Kroto - Ed Krupp - Paul Kurtz - Larry Kusche - Leon Lederman | - Jere H. Lipps - Scott O. Lilienfeld - Lin Zixin - Elizabeth Loftus - John Maddox - David Marks - Paul MacCready - Mario Mendez-Acosta - Kenneth R. Miller - Marvin Minsky - David Morrison - Richard A. Muller - H. Narasimhaiah - Joe Nickell - Jan Willem Nienhuys - Steven Novella* - Bill Nye - James Oberg - Irmgard Oepen - Loren Pankratz - Robert L. Park - Jay Pasachoff - John Allen Paulos - Clifford Pickner - Massimo Pigliucci - Steven Pinker - Phil Plait - Massimo Polidoro | - Anthony Pratkanis - W. V. Quine - Benjamin Radford - James Randi - Milton Rosenberg - Carl Sagan - Wallace Sampson - Amardeo Sara - Richard Saunders - Évry Schatzman - Joe Schwarz - Eugenie Scott - Glenn T. Seaborg - Thomas Sebeok - Elie A. Shneour - Seth Shostak - Simon Singh - B. F. Skinner - Robert Sheaffer - Dick Smith - Robert Steiner - Victor J. Steger - Karen Stollznow - Jill Tarter - Carol Tavris - Dave Thomas - Stephen Toulmin - Neil deGrasse Tyson - Marilyn vos Savant - Indre Viskontas - Steven Weinberg - E. O. Wilson - Richard Wiseman - Benjamin Wolozin - Marvin Zelen |

## Critiche

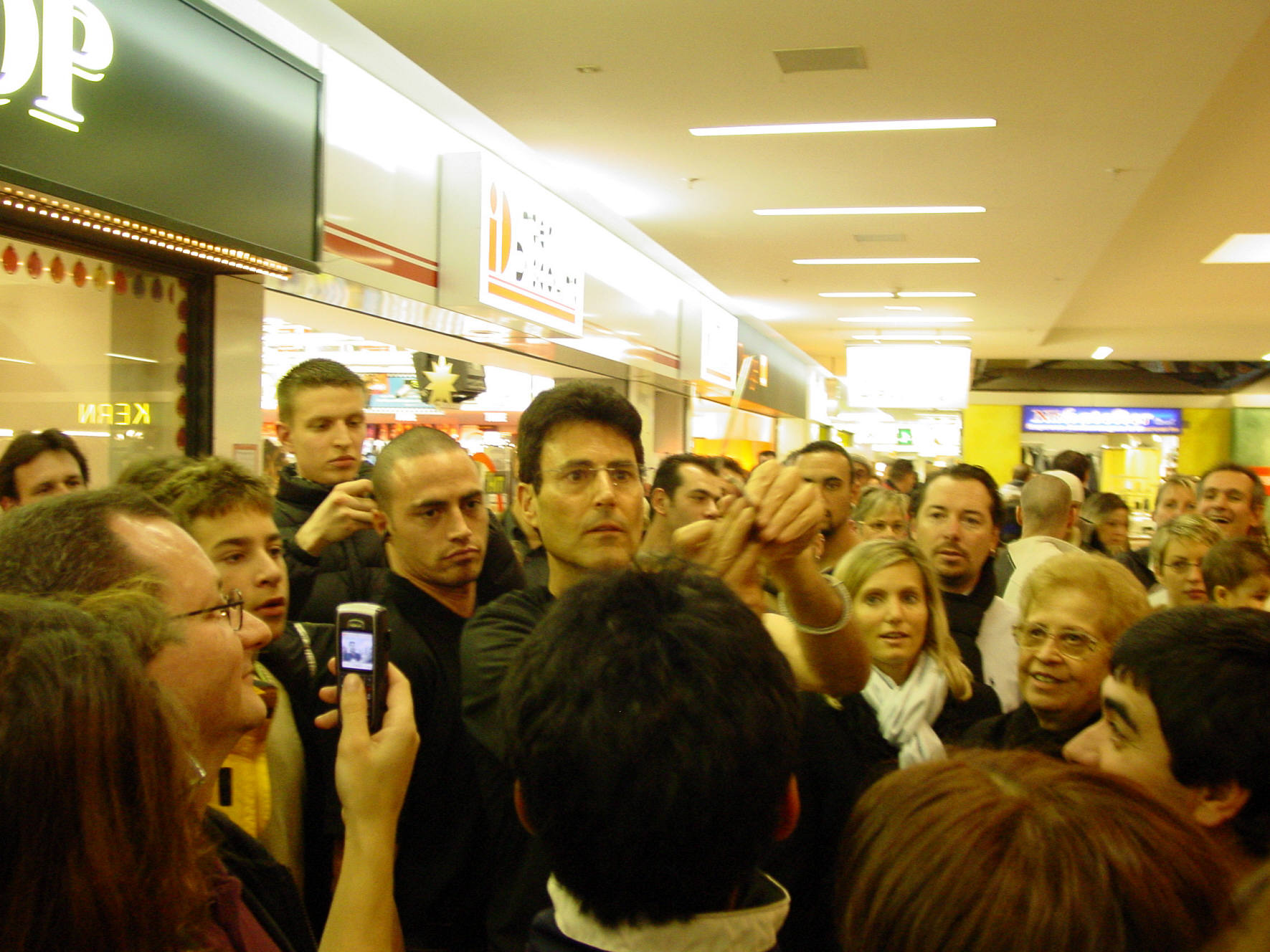
Uri Geller ha presentato una serie di cause legali contro il CSI

Attività di CSI hanno raccolto critiche, in particolare da individui o gruppi che sono stati al centro dell'attenzione dell'organizzazione. Per esempio la celebrità della TV ed acclamato sensitivo Uri Geller è stato fino a poco tempo fa in aperto conflitto con il CSI, muovendo contro numerose cause legali senza successo.
Alcune critiche sono provenute anche dall'interno della comunità scientifica ed a volte dall'interno del CSI medesimo. Marcello Truzzi, uno dei co-fondatori del CSICOP, ha lasciato l'associazione dopo breve tempo sostenendo che molte persone coinvolte nell'associazione “erano inclini a bloccare delle indagini oneste, nella mia opinione. Molti di essi non sono agnostici rispetto alle affermazioni del paranormale, ma il loro obbiettivo è di criticarle. […] Quando un esperimento del paranormale soddisfa i requisiti, allora essi spostano i pali della porta.” Al riguardo Truzzi ha coniato il termine pseudoscettici per descrivere le critiche in cui egli ha rilevato un simile atteggiamento.

### Effetto Marte
Una delle prime polemiche avevano a che fare con il cosiddetto Effetto Marte: l'esperto di statistica francese Michel Gauquelin sosteneva che gli atleti che sarebbero diventati dei campioni avevano più probabilità di nascere quando il pianeta Marte assumeva certe posizioni nel cielo. Verso la fine del 1975, prima del lancio ufficiale di CSICOP, l'astronomo Dennis Rawlins insieme a Paul Kurtz, George Abel e Marvin Zelen (tutti successivamente sono diventati soci CSICOP) hanno iniziato ad indagare su questa affermazione. Rawlins, uno dei soci fondatori di CSICOP nel maggio 1976, ha lasciato CSICOP a inizio 1980 sostenendo che altri ricercatori CSICOP avevano usato statistiche sbagliate, scienza difettosa e avevano falsificato i risultati nel tentativo di smentire la tesi di Gauquelin. In un articolo per la rivista pro-paranormale Fate, ha scritto: “Sono tuttora scettico riguardo alle credenze occulte per sbugiardare le quali era stato creato lo CSICOP. Ma ho cambiato idea circa l'integrità di alcune persone che hanno fatto carriera opponendosi all'occultismo.” Philip J. Klass di CSICOP ha risposto facendo circolare un articolo in cui critica gli argomenti e le motivazioni di Rawlin ai soci CSICOP. Fate ha rifiutato di pubblicare la risposta di Klass; questa risposta non-pubblicata è diventata bersaglio di altre critiche.

### Tentativo della Chiesa di Scientology di screditare CSICOP
Nel 1977, un'incursione del FBI negli uffici della Chiesa di Scientology ha scoperto un progetto per screditare CSICOP, mettendo fine alle critiche che l'associazione rivolgeva a Dianetics e a Scientology. Questo includeva falsificare un promemoria della CIA da inviare ai media, tra cui il New York Times, per diffondere la voce che CSICOP era in realtà una facciata della CIA. Una lettera di Paul Kurtz, fondatore CSICOP è stata falsificata per screditarlo agli occhi dei ricercatori di parapsicologia.

### Natasha Demkina
Nel 2004, CSICOP è stata accusata di cattiva condotta scientifica per il coinvolgimento nei test che Discovery Channel ha fatto della “ragazza con gli occhi a raggi X”, Natasha Demkina. In un commento auto-pubblicato, il fisico vincitore del Premio Nobel, Brian Josephson ha criticato il test e i metodi di valutazione, argomentando che i risultati dovevano essere dichiarati “inconcludenti” e non negativi. Josephson, direttore del Progetto Unificazione Mente-Materia dell'Università di Cambridge, ha messo in discussione le motivazioni dei ricercatori, “All'apparenza, sembra che c'è stato un complotto per screditare l'adolescente con poteri psichici attraverso la realizzazione di condizioni che renderebbero probabile un suo fallimento.” Ray Hyman, uno dei tre ricercatori che ha progettato ed eseguito i test, ha pubblicato una risposta a queste e altre critiche.
 Inoltre la Commissione per la Medicina Scientifica e la Salute Mentale di CSI (CSI's Commission for Scientific Medicine and Mental Health) ha pubblicato una risposta dettagliata a queste ed altre obiezioni, spiegando che la scelta di livello critico era appropriato perché la veridicità delle sue affermazioni era bassissima: “Ho deciso di non porre il livello critico a sette perché avrebbe significato che Natasha doveva avere una precisione del 100% nei test. Abbiamo voluto darle dello spazio. Più importante, porre il livello critico a sette avrebbe reso difficile individuare un vero effetto. Dall'altra parte, non ho voluto mettere il valore critico a quattro perché avrebbe trattato l'ipotesi che riusciva a vedere all'interno dei corpi delle persone come altamente probabile. Il compromesso è stato di porre il valore a cinque.”

### Critiche generali e risposta
Ad un livello generale, i sostenitori di parapsicologia hanno accusato CSI di pseudo-scetticismo e di applicare un approccio troppo dogmatico e arrogante basato su preconcetti. Un articolo del 1992 in The The Journal of the American Society for Psychical Research, organo dell'Associazione Parapsicologica, propone che lo stile di scetticismo aggressivo adottato da CSI potrebbe scoraggiare la ricerca scientifica del paranormale.
L'astronomo Carl Sagan, nel 1995 ha scritto: